# Mornese
Mornese (piemontesisch Mornèis, ligurisch Morneise, im lokalen Dialekt Murneise) ist eine Gemeinde in der italienischen Provinz Alessandria (AL), Region Piemont.

## Lage und Einwohner
Die Gemeinde Mornese liegt rund 40 km südöstlich von der Provinzhauptstadt Alessandria, zwischen dem Val Lemme und dem Val Gorzente, in den letzten Ausläufern des ligurischen Apennins. Der Ort liegt auf einer Höhe von 380 m über dem Meeresspiegel und hat 678 (Stand 31. Dezember 2023) Einwohner.
Die Gemeinde gliedert sich in mehrere in der Regel nach dem lange vorherrschenden Familiennamen benannte Fraktionen (Ortsteile), darunter Mazzarelli. Ein Teil des Gemeindegebiets gehört zum Parco naturale delle Capanne di Marcarolo.
Die Nachbargemeinden sind Bosio, Casaleggio Boiro, Montaldeo und Parodi Ligure.

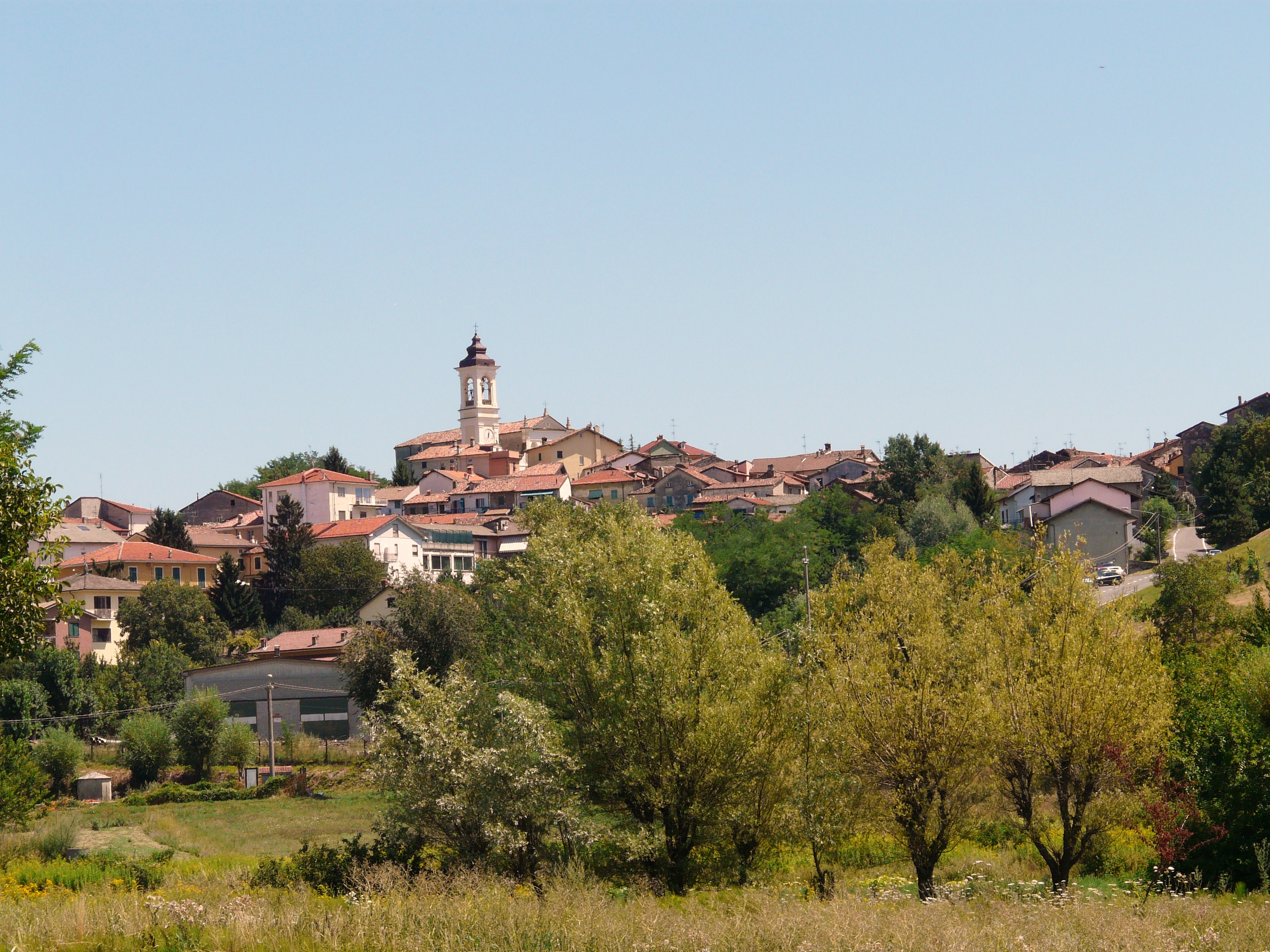
Panorama von Mornese

### Bevölkerungsentwicklung
Im 19. Jahrhundert kontinuierlich angestiegen, hatte die Einwohnerzahl im ersten Viertel des 20. Jahrhunderts mit über 1600 Einwohnern ihr Maximum und ging seither kontinuierlich bis auf etwas über 700 Einwohner zurück.

## Geschichte

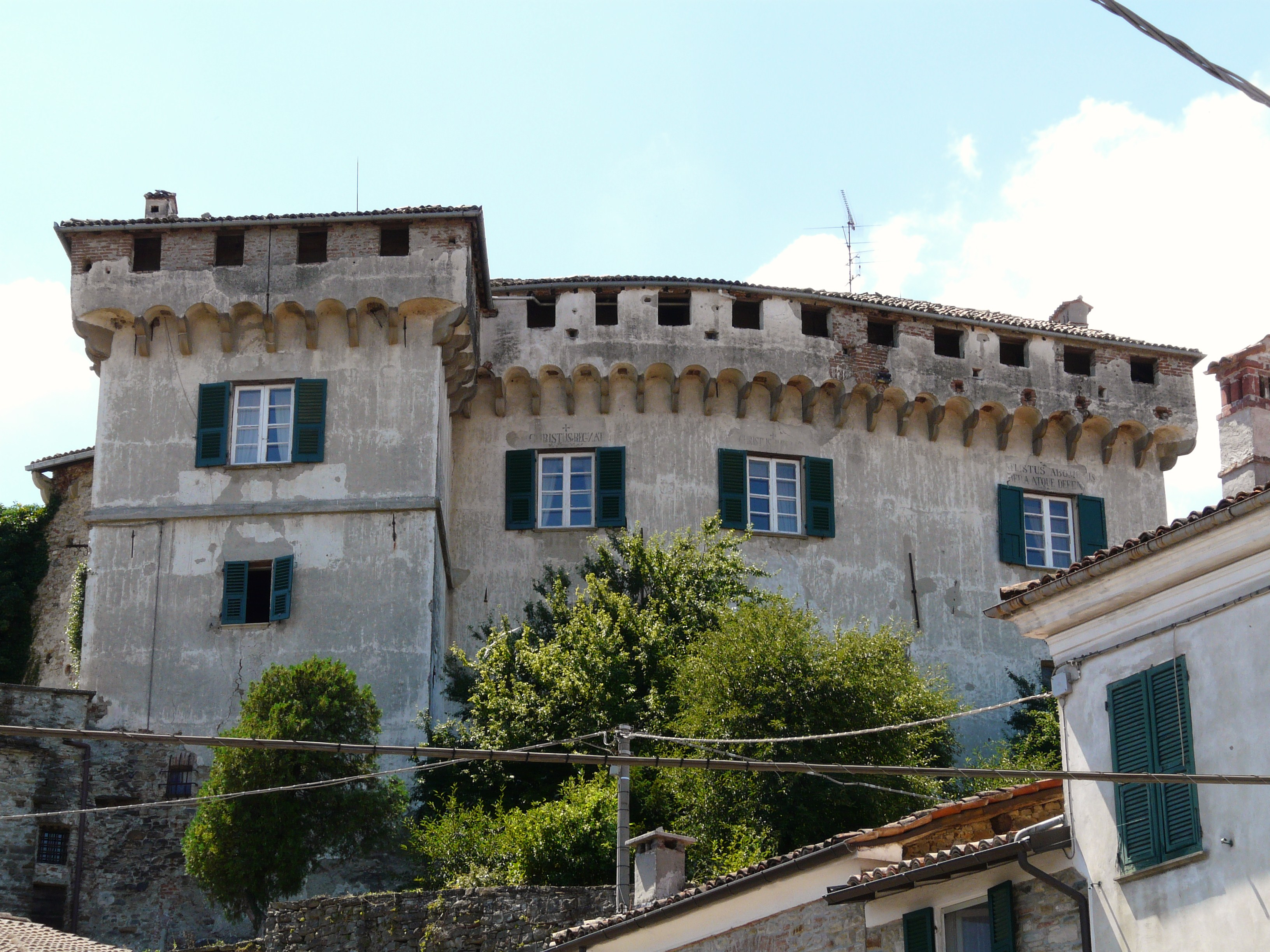
Die Burg Doria in Mornese

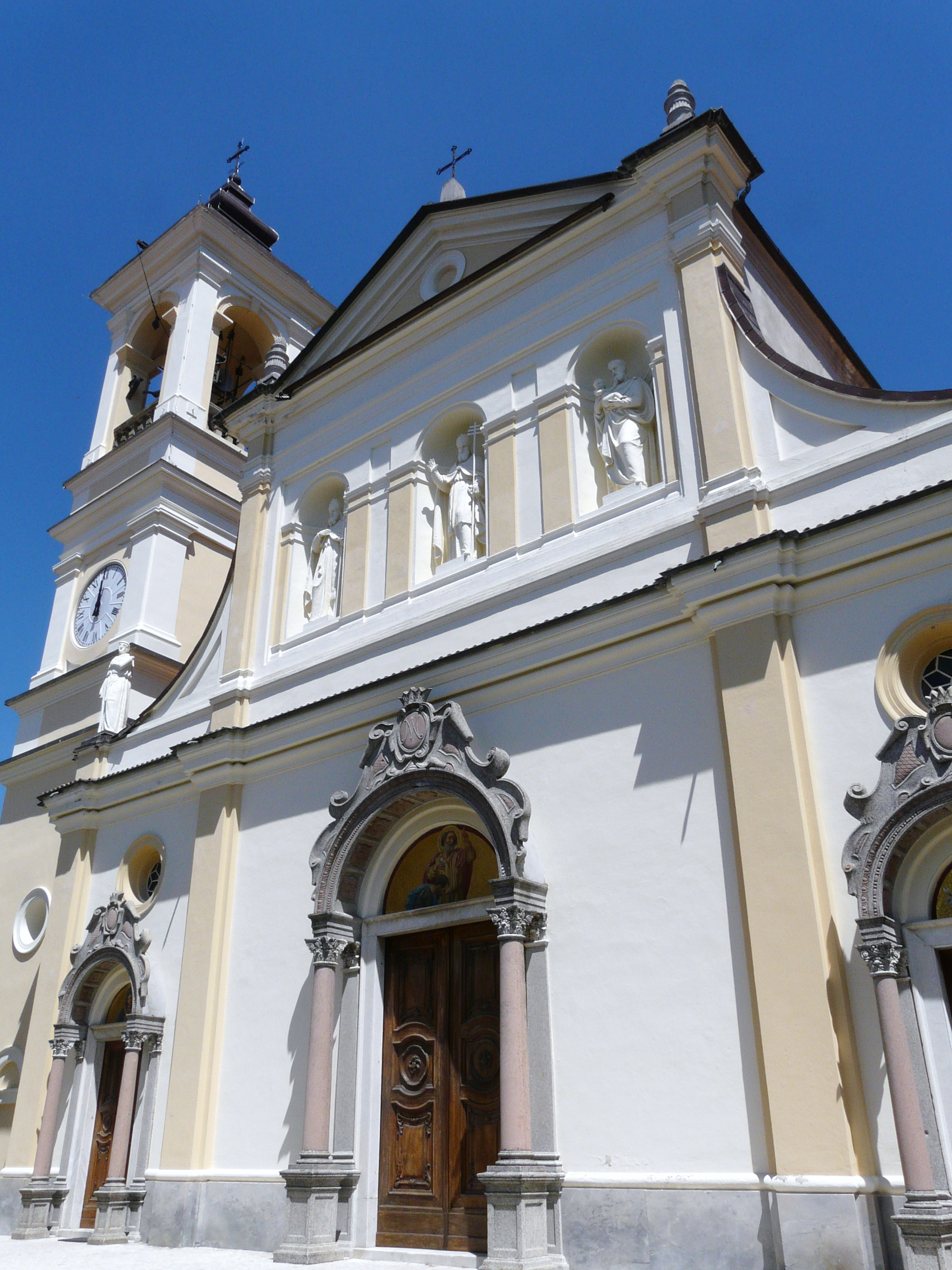
Die Kirche Sankt Silvester in Mornese

Erstmals in Urkunden von 1188 als Molanesio erwähnt, kam es unter die Herrschaft der Rossa della Volta aus Genua, die 1270 eine Burg errichteten. Von ihnen ging die Herrschaft an die Markgrafen von Montferrat und schließlich von 1330 bis 1574 an die Grafen von Doria. Der heute erhaltene Burgbau stammt aus dem 16. und 17. Jahrhundert.
Die Pfarrkirche war zunächst Nikolaus von Tolentino (1245–1305) geweiht, dann dem hl. Silvester. In einem Untergeschoss der Kirche befindet sich eine Krippenausstellung. Sowohl die heutige Pfarrkirche als auch die Kirche Sankt Rochus stammen aus dem 16. Jahrhundert.
Der Ort gilt als spirituelles Zentrum der Don-Bosco-Familie, insbesondere der Don-Bosco-Schwestern. Er ist Geburtsort der Mitgründerin des heute größten Frauenordens der römisch-katholischen Kirche, Maria Dominica Mazzarello. Im Hof Valponasca verbrachte sie ihre Kindheit und Jugendzeit. In Mornese wurde auch das erste Kolleg der Schwestern errichtet. 1972 zum 100. Ordensjubiläum wurde von den Don-Bosco-Schwestern mit Hilfe von ehemaligen Schülerinnen aus 57 Nationen eine Kirche mit dem Patrozinium der hl. Maria Dominica Mazzarello geweiht. In der Nähe steht seit Mitte des 19. Jahrhunderts eine kleine Kirche, die dem heiligen Laurentius und Maria, Hilfe der Christen geweiht ist.

## Weinbau
In Mornese werden Reben für den Dolcetto d’Ovada, einen Rotwein mit DOC Status angebaut. Die Beeren der Rebsorten Spätburgunder und/oder Chardonnay dürfen zum Schaumwein Alta Langa verarbeitet werden.

## Söhne und Töchter des Ortes
- Maria Dominica Mazzarello (1837–1881), Heilige und Gründerin der Don-Bosco-Schwestern
- Francesco Bodratto (1823–1880), Salesianer Don Boscos und Missionar in Argentinien